# トラクションコントロールシステム
トラクションコントロールシステム（英: Traction Control System, TCS）は自動車の制御機構の一種で、発進・加速時のタイヤの空転を防止する装置である。一般的に使用される略称はTCSであるが、トヨタ自動車・ダイハツ工業では、TRC (TRaction Control)、三菱自動車では、TCL (Traction ControL) という異なる略称をそれぞれ用いて呼称している。アンチスリップレギュレーション（英: Anti-Slip Regulation, ASR）とも呼ばれる。近年ではオートバイでも採用されているほか、「空転防止装置」・「滑走防止装置」の名称で鉄道車両にも採用されている。

## 概要
自動車などが発進・加速を行う際に、駆動輪のトルクがタイヤと路面の摩擦力より大きい場合はタイヤが空転（ホイールスピン）し車体の挙動が不安定になることがある。トラクションコントロールシステムは、運転者がアクセルペダルの踏み込み加減などでエンジンの出力を調節する操作に代わり、自動的に駆動輪のトルクを調節する機構である。車両速度と各車輪の回転速度などから空転を検出し、トルクを抑えて空転を防ぐ。これにより、特に積雪路などの摩擦係数が低い路面において車体の安定性を保つ。トラクションコントロールシステムはアクティブセーフティ機能の一つとされている。
実用化された当初はエンジンのみを制御して出力を抑える機構であったが、アンチロック・ブレーキ・システム (ABS) の普及に伴い、各車輪の回転速度を制御して横滑り防止機構と組み合わせた機能を持つものが普及している。

## 機構
トラクションコントロールシステムは大きく分けて、車輪の回転を検出するセンサーと空転を抑える動作を行うアクチュエータ、センサーからの信号に基づいて計算を行いエンジンやアクチュエータを制御する電子制御ユニット（英: Electronic Control Unit, ECU）で構成されている。車輪の回転を検出するセンサーは各車輪に取り付けられ、駆動輪に取り付けられるものを駆動輪速度センサー、駆動輪ではない車輪に取り付けられるものを従動輪速度センサーと呼び分ける場合がある。車輪の回転に従ってパルス信号を発生するセンサーで、これを基に電子制御ユニットが各輪の回転速度を計算する。電子制御ユニットは、ある駆動輪が他の車輪よりも極端に回転速度が速い場合は空転したと判断し、空転している駆動輪の回転を抑える制御を行う。
駆動輪の回転速度を制御するために、トラクションコントロールの電子制御ユニットはエンジンコントロールユニットにエンジンの出力を抑える信号を送り、燃料供給量を絞ったり、点火を停止したり、あるいは電子制御スロットルを搭載した車種ではスロットルを絞ったりといった制御を行う。トラクションコントロールシステム用のサブスロットルを別に設けているものもある。さらに、ABSを応用して、空転している駆動輪にブレーキをかける制御を行うものも広く普及している。オートマチックトランスミッション (AT) のシフトスケジュールをトラクションコントロールシステム作動時用に切り替える車種もある。
車両がぬかるみや砂地、深い雪にはまった状態から脱出する際に、トラクションコントロールシステムが動作するとエンジンの出力を抑えて脱出が困難となることから、運転中に操作できる位置に任意でシステムを停止するスイッチ (TRC ON/OFF) が設置されている場合が最近の車に多い。横滑り防止機構装備車では、横滑り防止機構の機能オフスイッチの使用によって、トラクションコントロールシステムの機能も同時にオフにできるようになっているものもある。いずれの場合も、再度スイッチを操作するとシステムが動作可能な待機状態に戻る。たいていのものは、システムを停止させたままでもいったんイグニッションスイッチを切ると、次にイグニッションスイッチを入れた際には自動的に再びシステムが待機状態になるように設定されている。車種によってはある一定速度（例えば40 km/h）を超えるとトラクションコントロールシステムが自動的に待機状態になるものもある。

## モータースポーツ
モータースポーツでは、特にスタート時やコーナーからの立ち上がりにおいて、一般走行時よりはるかに大きな駆動力がタイヤに与えられる。また、ラリーにおいては凍結路面やグラベルといった摩擦係数の低い路面を走行する。こうした状況で空転を防いで、より速く走るために1980年代から1990年代にかけて多くのレース用車両にトラクションコントロール機能が導入された。しかし一方で、トラクションコントロールシステムの搭載を認めないレースカテゴリもある。

### F1
F1では1994年以降に使用禁止となったものの、ECUは各チーム独自のものを使用しているためトラクションコントロール機能の有無を検査する手法がなく、やむなく2001年より使用を許可していた。しかし、2007年にトラクションコントロールに関するルールがFIAにより変更され、2008年よりECUのワンメーク化に伴い、再度使用禁止が決定した。

### MotoGP
ロードレース世界選手権では、最高峰クラスが2002年よりそれまでの2ストロークエンジンを搭載したGP500から、4ストロークエンジンを搭載したMotoGPクラスへと変更されたことで細やかな電子制御が使用可能となったことに加え、マシンやエンジンの熟成が進むにつれ2ストロークエンジン以上の出力を発生することから、各メーカーがトラクションコントロールを導入している。F1などと異なりレギュレーション上使用が認められていること（これは自動車と違い駆動輪が1輪のみであることもあって、安全面を考慮してという側面もある）と、F1で使用されていたころと比べ技術革新が進んでいることもありGPSなどと連動させることで、サーキットの各コーナーごとに制御の強弱を変更するレベルまで熟成されている。ただし、2010年のレギュレーション改定でGPSと電子制御の連動は禁止されている。
市販車両ベースで開催されるスーパーバイク世界選手権でもトラクションコントロールの使用が認められている。